# 犬王 (中國電影)
《犬王》是1993年上映、抗日战争题材的中国电影，由姚守岗执导，蔡抒南、宁超、董亚春摄影。曾获得第14届中国电影金鸡奖最佳摄影提名。由于导演为了“真实性”在片中故意将功勋军犬炸死，而导致该片在中国获得极差评价，豆瓣评分仅为2.1/10。